# Guadalteba
Die Comarca Guadalteba ist eine der neun Comarcas in der Provinz Málaga. Sie wurde, wie alle Comarcas in der Autonomen Gemeinschaft Andalusien, mit Wirkung zum 28. März 2003 eingerichtet. Die Comarca hat allerdings lediglich die Funktion von Planungsregionen für den Tourismus und die Entwicklung sportlicher Einrichtungen. Die im Norden der Provinz Málaga gelegene Comarca umfasst 8 Gemeinden mit insgesamt 23.852 Einwohnern (Stand 1. Januar 2019), also rund 1,5 % der Provinzbevölkerung.

## Lage
| Provinz Sevilla   |                                             |                       |
| Provinz Cádiz     | Kompassrose, die auf Nachbargemeinden zeigt | Antequera             |
| Serranía de Ronda | Sierra de las Nieves                        | Valle del Guadalhorce |

## Gemeinden
| Gemeinde           | Einwohner (2024) | Fläche km² | Dichte Einw./km² | Cod INE | Postleitzahl |
| ------------------ | ---------------- | ---------- | ---------------- | ------- | ------------ |
| Almargen           | 1.913            | 34,36      | 56               | 29010   | 29330        |
| Ardales            | 2.516            | 106,52     | 24               | 29018   | 29550        |
| Campillos          | 8.499            | 187,83     | 45               | 29032   | 29320        |
| Cañete la Real     | 1.587            | 165,24     | 10               | 29035   | 29340        |
| Carratraca         | 786              | 22,44      | 35               | 29036   | 29551        |
| Cuevas del Becerro | 1.605            | 16,00      | 100              | 29048   | 29470        |
| Sierra de Yeguas   | 3.452            | 85,59      | 40               | 29088   | 29328        |
| Teba               | 3.702            | 142,95     | 26               | 29089   | 29327        |
| Comarca Guadalteba | 24.060           | 760,93     | 32               | –       | –            |

## Nachweise
1. ↑  Instituto Nacional de Estadística Municipal Register of Spain
2. ↑  Orden de 14 de marzo de 2003, por la que se aprueba el mapa de comarcas de Andalucía a efectos de la planificación de la oferta turística y deportiva, Boletín Oficial de la Junta de Andalucía (Amtsblatt der Regierung von Andalusien), Nr. 59 vom 27. März 2003, S. 6248